# Hymedesmia pugio
Hymedesmia pugio är en svampdjursart som beskrevs av William Lundbeck 1910. Hymedesmia pugio ingår i släktet Hymedesmia och familjen Hymedesmiidae. Inga underarter finns listade i Catalogue of Life.